# Orel jávský
Orel jávský (Nisaetus bartelsi) je středně velký hnědý dravec z čeledi jestřábovití, který se endemicky vyskytuje na Jávě. Je to národní pták Indonésie, kde se běžně označuje jako Garuda.

## Popis
Jedná se o malého orla s útlým tělem, krátkými zakulacenými křídly, delším zakulaceným ocasem a výraznou, vertikálně napřímenou korunkou. Délka těla dosahuje 56-67 cm, rozpětí křídel se pohybuje mezi 105–125 cm, ocas je dlouhý 26–29 cm.
Opeření hraje různými odstíny rezavých, hnědých a krémových barev. Korunka je černá s bílými konečky. Tváře a šíje jsou rezavé, ozobí je černé. Ocas je svrchu tmavě hnědý s černým příčným pruhováním, zespoda krémový s příčným černým pruhováním. Křídla jsou svrchu tmavě hnědá, zespoda krémová, avšak letky mají příčné proužkování, takže v letu při pohledu zespoda připomínají souvislé podélné pruhy po celé délce křídel. Krk a spodina jsou krémové s černým kropením.
Samec a samice si jsou velmi podobní. Juvenilní jedinci mají podobné zbarvení jako dospělci, avšak jejich spodní partie a hlava jsou bledší.

## Rozšíření a populace
Orel jávský je indonéským endemickým druhem, vyskytuje v roztříštěných populacích na Jávě. Habitat druhu tvoří vlhké původní pralesy s vysokými stromy, občas zahnízdí i v druhotných lesích. Může se vyskytovat od úrovně mořské hladiny po hornaté oblasti, nejčastěji se však vyskytuje mezi 500–1000 m n. m. K roku 2012 se celková populace druhu odhadovala na přibližně 600–900 jedinců.

## Biologie
O orlu jávském se toho dlouhou dobu nic nevědělo a ještě v roce 1989 se o druhu psalo jako o jednom z nejméně známých dravých ptáků na světě. Od té doby však proběhla řada terénních studií, které i za pomocí telemetrických technik vedly k lepšímu porozumění biologie a chování druhu.

### Rozmnožování
Tvoří monogamní svazky. Může se rozmnožovat v kteroukoliv roční dobu, avšak nejčastěji zahnizďuje mezi lednem a červencem (uprostřed či koncem období dešťů). Na stavbě hnízda spolupracují oba partneři – zatímco samec shání větvičky na stavbu, samice z nich plete hnízdo miskovitého tvaru. Vystýlku tvoří čerstvé, zelené listy. Hnízda bývají umístěna vysoko v korunách stromů, typicky v původních pralesích, výjimečněji i v sekundárním lese. Zaběhlý pár si může buď postavit nové hnízdo každý rok, nebo opravit hnízdo z předešlého roku.

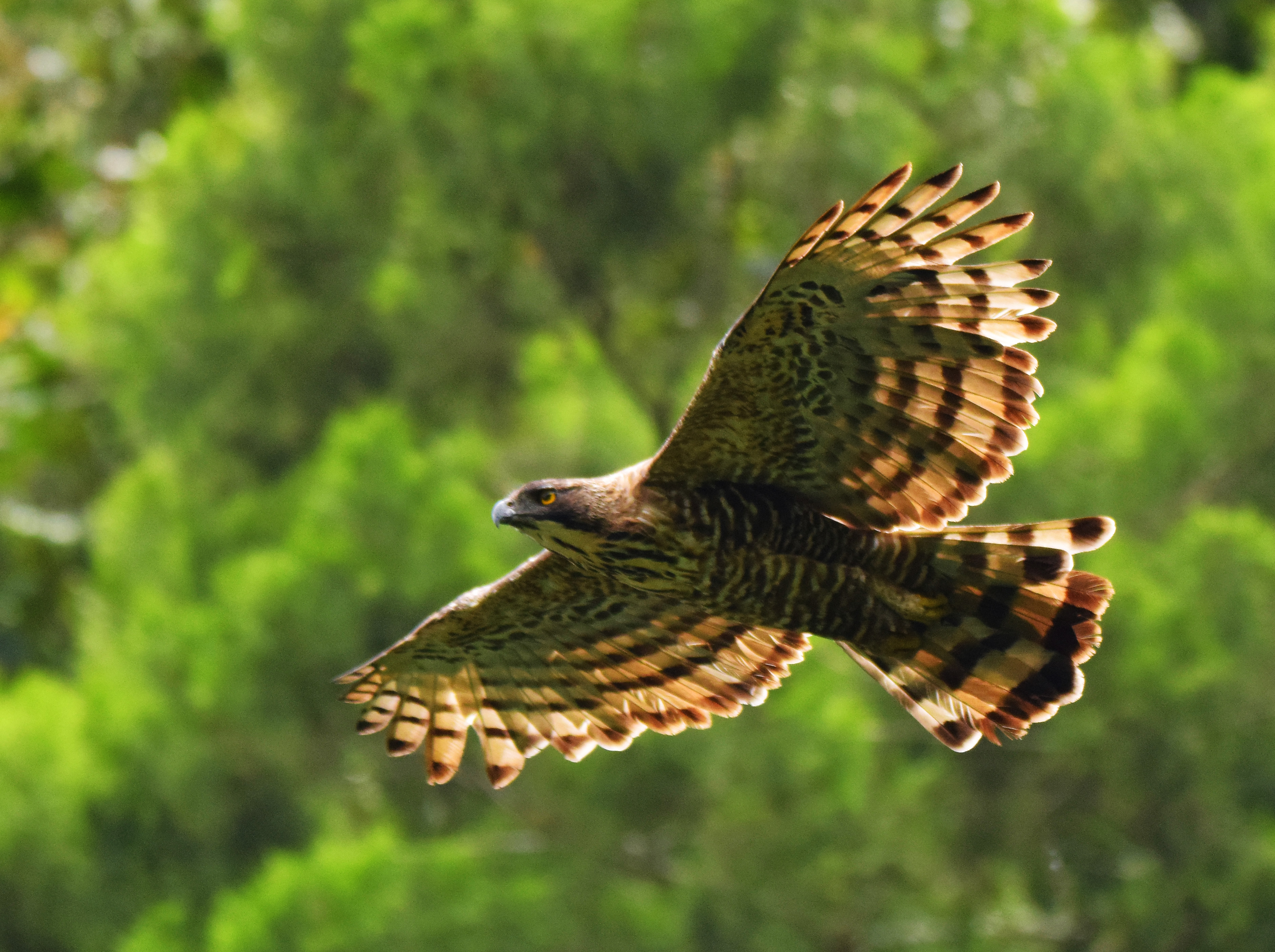
Orel jávský v letu

Ke kopulaci dochází na stromě před inkubací a někdy i během inkubace. Samice snáší pouze jedno velké vejce o velikosti kolem 65×48 mm. Většinu inkubace obstarává samice. V době, kdy opouští hnízdi za účelem lovu, samec stráží hnízdo, občas může na chvíli i inkubovat. Inkubační doba trvá kolem 47–48 dnů. O vylíhlé ptáče se starají oba rodiče. Ptáče zůstává na hnízdě po dobu 60–70 dnů, po této době je plně opeřené a dochází k prvnímu letu. Juvenilní orel může zůstávat v blízkosti teritoria rodičů až do následující hnízdní sezóny, a někteří juvenilní orli pomáhají s ochranou hnízda rodičů v době dalšího zahnízdění. Zahnizďuje každé 2–3 roky. Pohlavní dospělosti orli dosahují kolem 3. roku života.

### Potrava
Strava orla jávského se skládá především z ptáků, ještěrek a savců jako jsou krysy, menší druhy opic, veverky, tany (Tupaiidae) nebo kančil menší (Tragulus kanchil). Nejméně loví plazy, o něco více ptáky a nejčastěji savce.

## Ohrožení
V roce 1993 tehdejší indonéský prezident Suharto prohlásil orla jávského za národního ptáka Indonésie a symbol indonéských vzácných druhů. Tento krok měl orla jávského ochránit, nicméně paradoxně přilákal na druh větší pozornost ilegálních obchodníků se zvířaty. Po orlovi vzrostla poptávka mezi Jávany, kteří chovají orly jako domácí mazlíčky, a byly zaznamenány i pokusy o vyvezení orlů do zahraničí. Jak naznačil jeden z autorů studie, tak upozornění na nepříznivý stav druhu za účelem jeho ochrany může druhu uškodit, pokud není současně zajištěna a hlavně vymáhána jeho efektivní ochrana.
Vzhledem k pokračující degradaci habitatu se předpokládá, že počet orlů jávských bude nadále klesat. Mezinárodní svaz ochrany přírody považuje orla jávského za ohrožený druh.